# Allumiere
Allumiere est une commune italienne d'environ 4 000 habitants, située dans la ville métropolitaine de Rome Capitale, dans la région Latium, en Italie centrale.

## Géographie
Allumiere se trouve sur les reliefs des monti della Tolfa à 522 mètres d’altitude. Le territoire communal est traversé par le torrent Marangone et la rivière Mignone.

### Hameaux
Les frazione d'Allumiere sont Burò, Ghetto, La Bianca, Nona, Polveriera et Sant'Antonio.

### Communes limitrophes
Allumiere est attenante aux communes de Civitavecchia, Santa Marinella, Tarquinia et Tolfa.

## Culture

### Palio delle Contrade
Une manifestation à caractère régional, le Palio delle Contrade, se déroulle le premier dimanche après le 15 août de chaque année depuis 1965. Il est précédé - la soirée précédente - d’un diner et d’une fête dansante dans chaque contrada.

## Monuments et patrimoine
- Nécropole de Poggio La Pozza

## Administration
| Période                                  | Période | Identité | Étiquette | Qualité |
| ---------------------------------------- | ------- | -------- | --------- | ------- |
|                                          |         |          |           |         |
| Les données manquantes sont à compléter. |         |          |           |         |